# طوم لوف
طوم لوف (بالإنجليزية: Tom Love)‏ هو شخصية أعمال أمريكي، ولد في 1937 في أوكلاهوما سيتي في الولايات المتحدة.